# Palazzo Malenchini Alberti

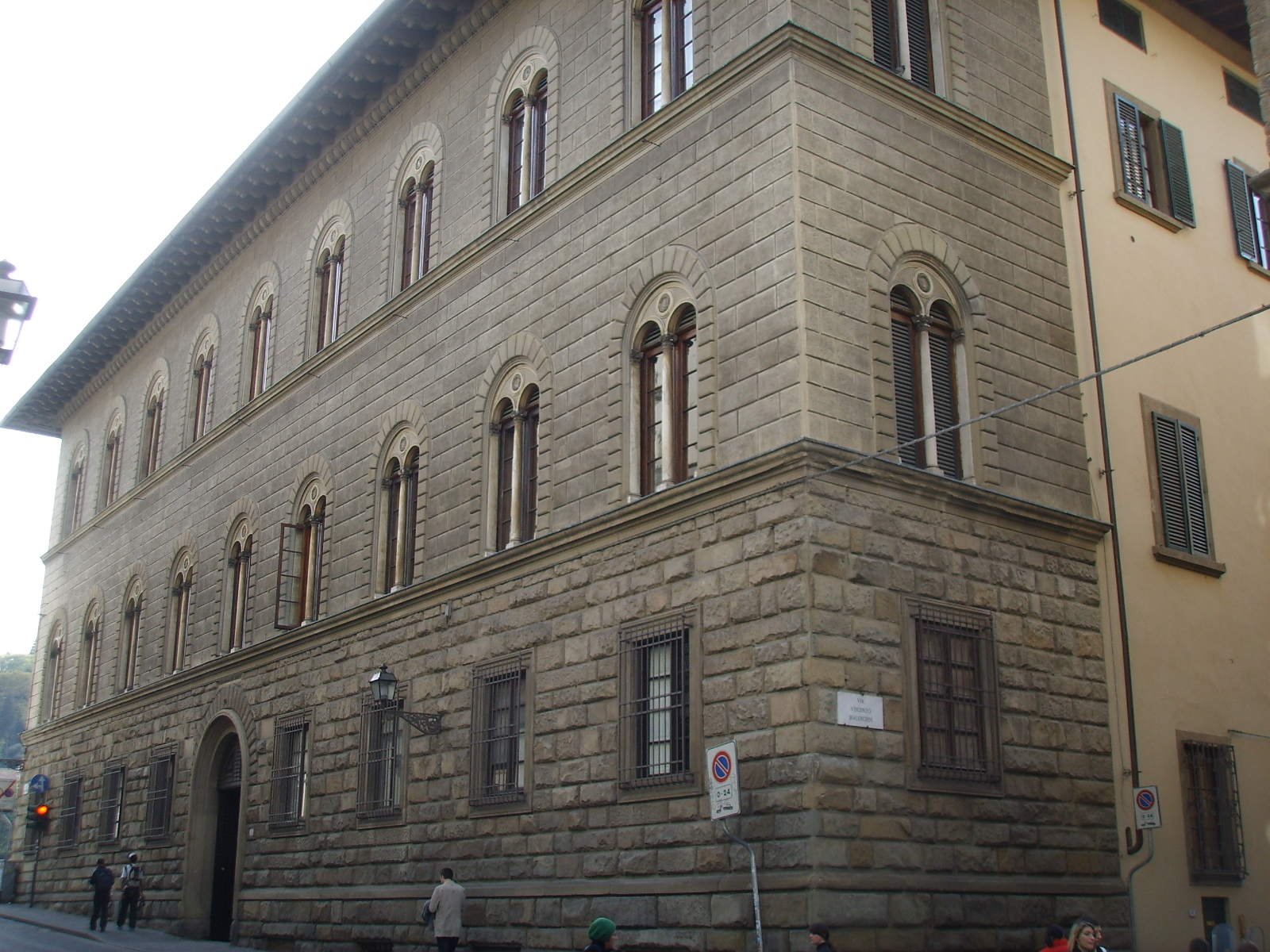
Fachada do Palazzo Malenchini Alberti na Via de' Benci.

O Palazzo Malenchini Alberti é um palácio de Florença que se encontra  no cruzamento da Via de' Benci com o Lungarno Diaz, com a sua fachada principal voltada para a primeira destas artérias.

## História e arquitectura

### Os Alberti

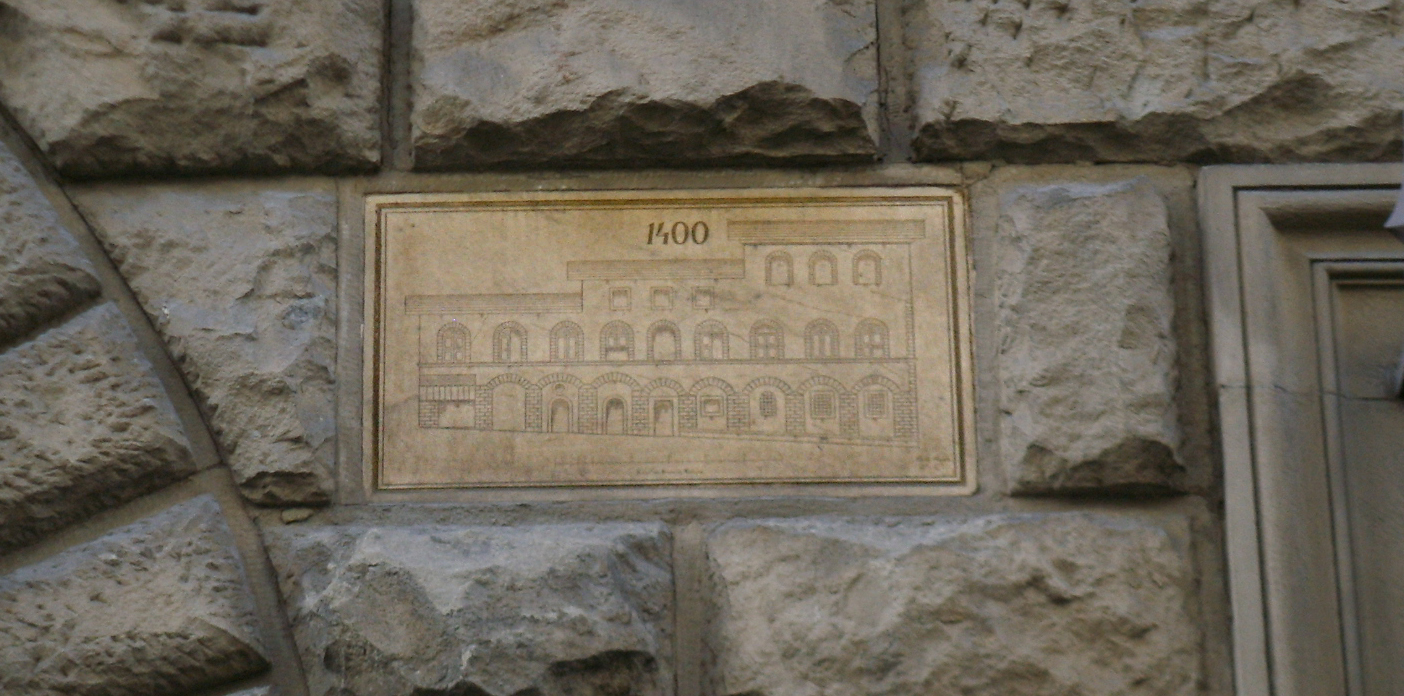
Placa com o aspecto do palácio em 1400.

Os Alberti, família nobre florentina originária do Casentino, estava instalada nesta zona de Florença desde a primeira metade do século XIV, com numerosas casas ao longo da actual Via de' Benci, entra as quais resta ainda hoje a vizinha Torre degli Alberti. Em 1358, aos bens que possuiam foram acrescentados 2.450 braccia quadrados no sítio do futueo palácio que se ergueria no lungarno, junto à Ponte di Rubaconte. A residência senhorial deve ter mantido por muito tempo o aspecto dum aglomerado de casas, casitas e oficinas, que eram unidas por passagens internas e por uma horta ou jardim nas traseiras, como demonstra uma vista da zona no afresco do Assedio di Firenze (Cerco de Florença), de Giovanni Stradano conservado no Palazzo Vecchio. Como memória daquele período existe uma placa na fachada que descreve o aspecto do palácio em 1400, flanqueada por uma outra que mostra as transformações efectuadas em 1849.
Entre 1760 e 1763 foram unificadas as fachadas numa única frontaria por iniciativa de Giovan Vincenzo Alberti, filho do senador Braccio Alberti e conselheiro de Francisco III de Lorena em Viena e, depois, do Grão-duque Pedro Leopoldo em Florença.

### Os Mori Ubaldini

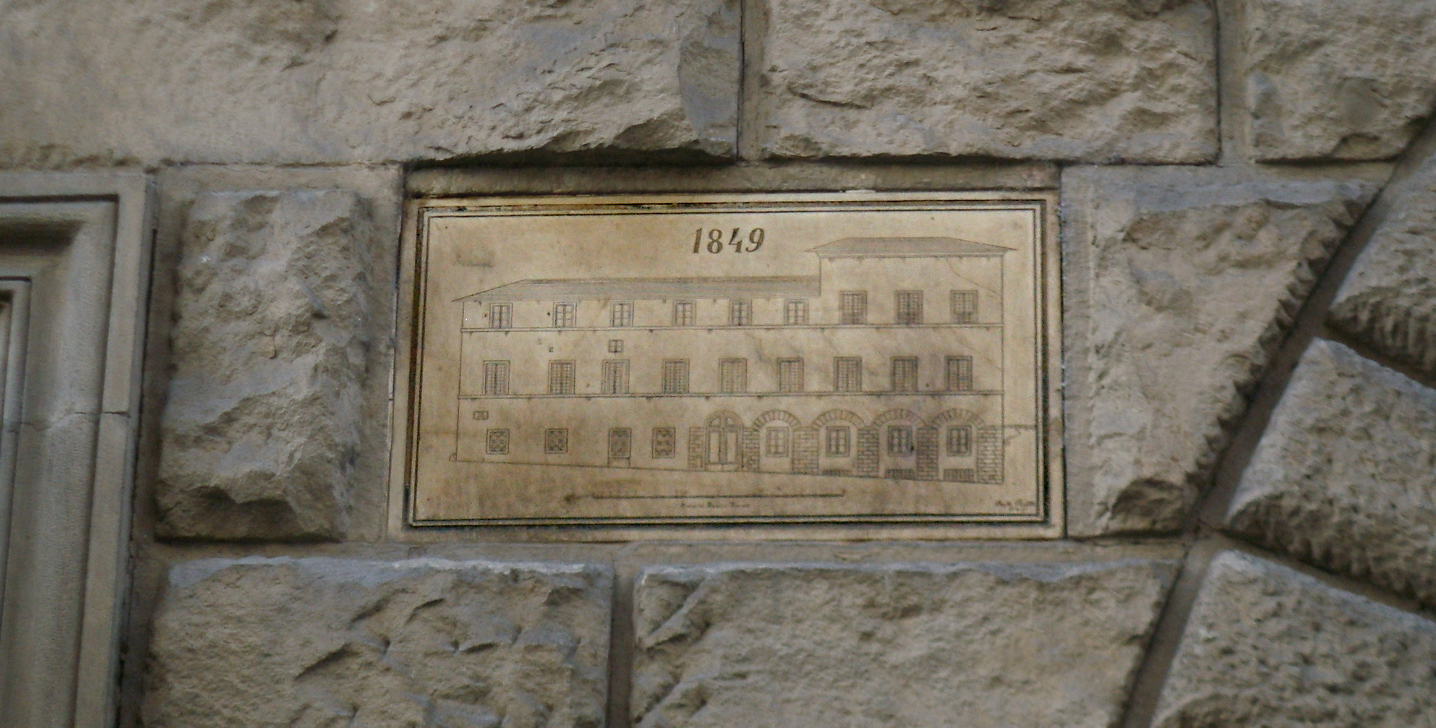
Placa com o aspecto do palácio em 1849.

O filho de Giovan Vincenzo, Leon Battista, morreu sem herdeiros em 1836 e a residência passou por via hereditária para um sobrinho, pertencente à família Mori Ubaldini, que teve a obrigação de acrescentar o apelido Alberti ao seu, dando origem à família Alberti-Mori Ubaldini. 

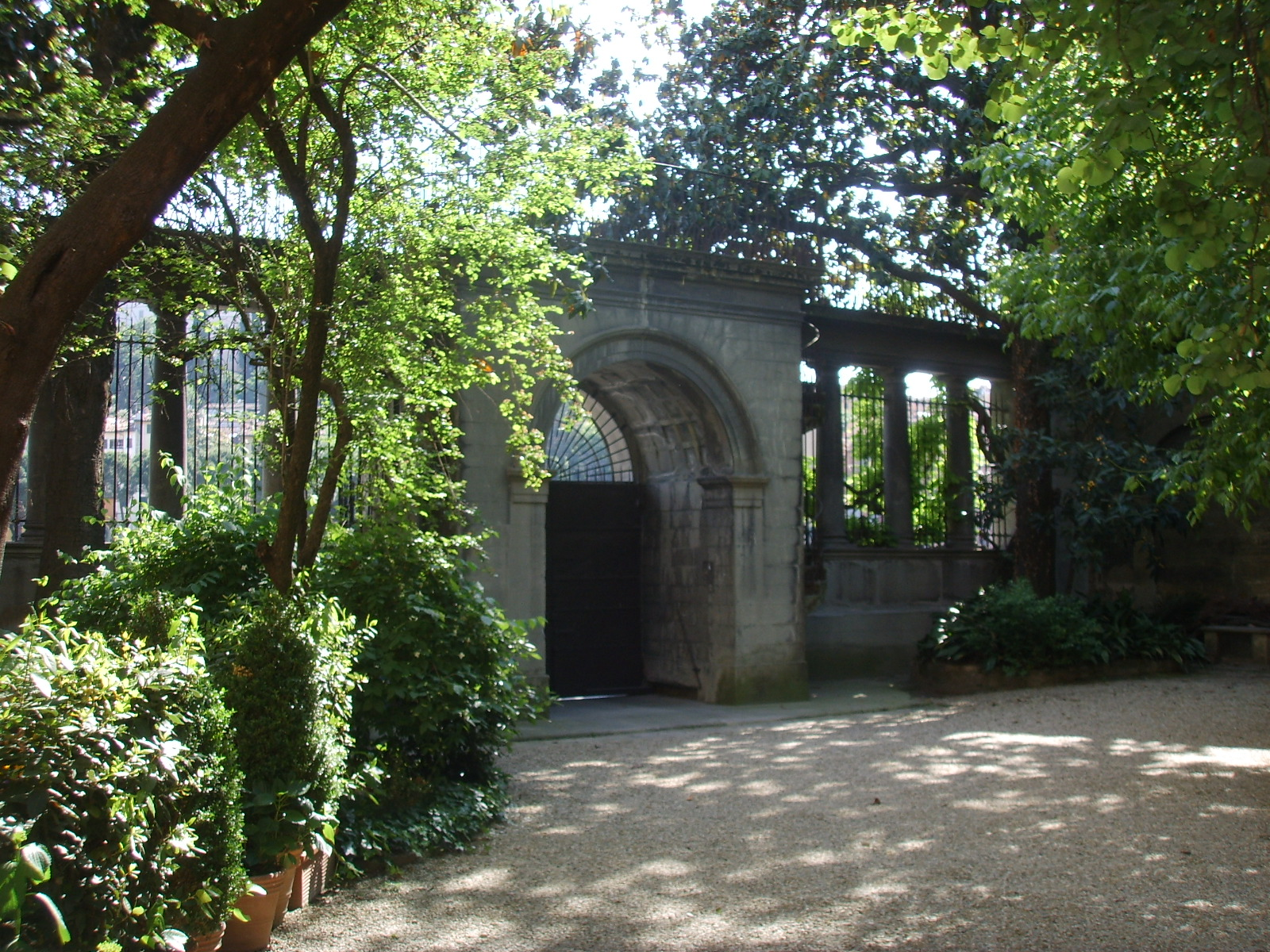
Vista do jardim com a face interna do portal.

Poucos anos depois, em 1840, a nova família tomou ao seu cuidado uma reestruturação do palácio, confiada ao arquitecto Vittorio Bellini e a outros artistas que também reorganizaram o jardim. A estes trabalhos remonta a fachada neoclássica no lungarno e a vedação do jardim, composta por um gradeamento elevado em jeito de passagem/terraço, apoiado por colunas dóricas com entablamento e alcançável por duas escadas gémeas helicoidais nos lados do portão de entrada. O jardim foi enriquecido por um tepidário de estilo jónico, que em seguida foi convertido em habitação. Na ocasião, foi colocada uma estátua representando Leon Battista Alberti, antigo membro da família, em fundo à escadaria do palácio.
Outras intervenções ocorreram entre 1849 e 1851 por obra dos arquitectos Odoardo Razzi e Niccolò Salvi. O primeiro criou a fachada neo-renascentista com bugnato' e um grande portal de entrada, pelo qual se podia vislumbrar a fuga prospectiva com o jardim. O segundo arquitecto ocupou-se, por sua vez, do lado norte do jardim. Também datam daquela época as duas placas na fachada.
Em 1874 Vittorio Bellini foi de novo chamado para o vizinho Oratorio di Santa Maria delle Grazie, construído num terreno dos Alberti-Mori Ubaldini para conservar uma imagem da Virgem, tida como miraculosa, proveniente duma das antigas ermidas da destruída Ponte alle Grazie. Naquela época também foi redesenhado o jardim, que perdeu a configuraão à italiana a favor duma disposição à inglesa, que é substancialmente a configuração moderna, com um grande canteiro central relvado, de forma curvilínea, com plantas de alt copa em torno.

### Os Malenchini

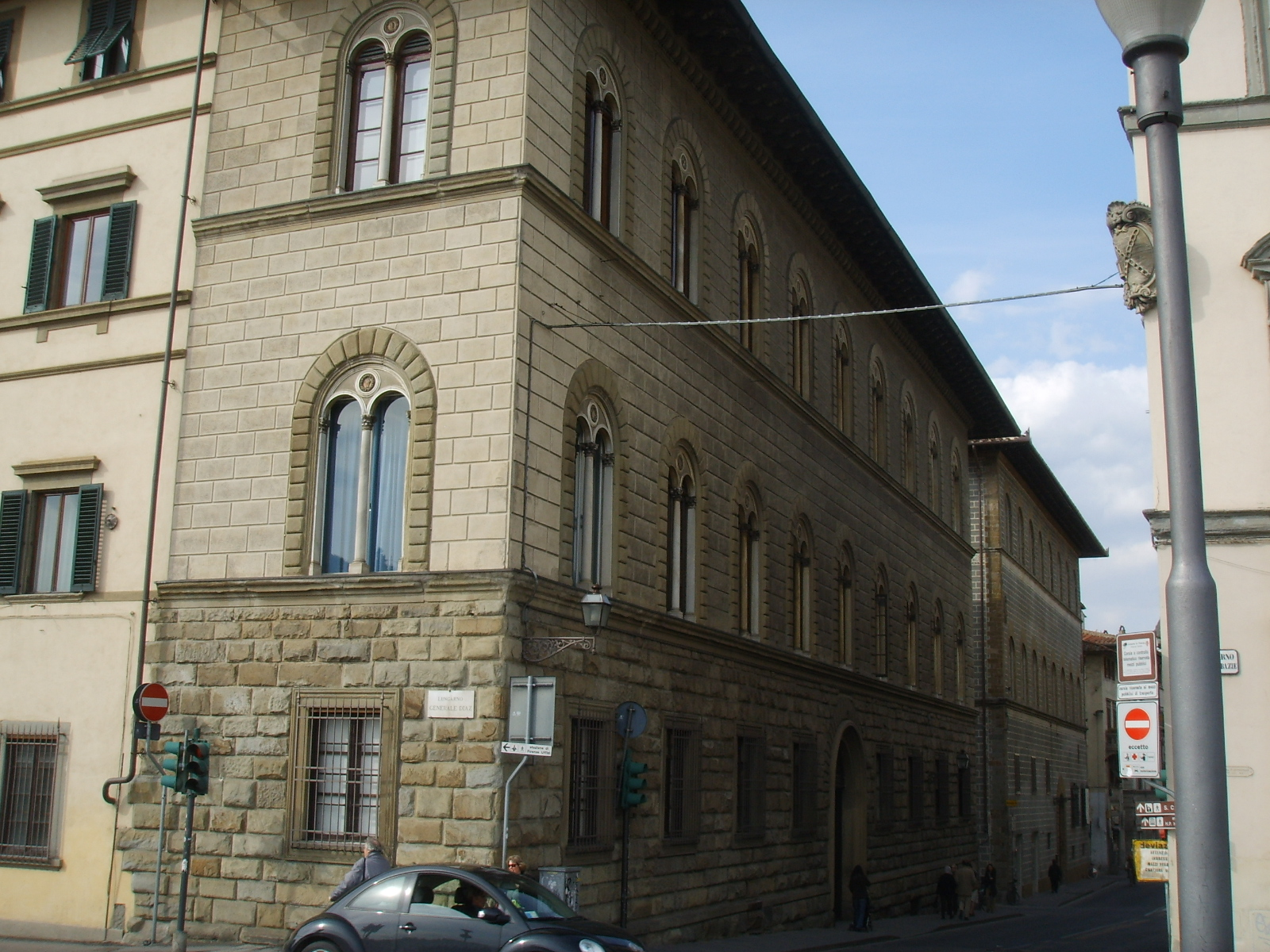
O palácio visto do lungarno.

No final do século XIX, o Conde Arturo Alberti Mori Ubaldini transferiu-se para Paris com a sua esposa, Giulia Bartolini Baldelli, e, pressionado pelas despesas excessivas e pelas dívidas de jogo, foi obrigado a liquidar grande parte do seu património florentino. 
O palácio foi, então, adquirido em leilão pelos Duques de Chaulnes, descendentes afastados dos Alberti. Em 1887, estes deixaram Florença  e, em 1895, palácio e jardim foram adquiridos pelo Marquês Luigi Malenchini, da nobreza livornense. A família tinha-se distinguido em meados do século com o patriota e senador Vincenzo Malenchini, recordado por uma lápide no átrio de entrada do palácio. 
Naquela época também foram instaladas as outras decorações do átrio, entre as quais um afresco destacado do início do século XV com São Cristoforo que trasporta Jesus Menino nos ombros, proveniente, provavelmente, dum edifício religioso da Itália serentrional, unma Loba capitolina com os gémeos e o brasão de Siena, escultura dos finais do século XVI, e duas grandes pinhas em majólica da segunda metade do século XIX. 

Graças a importantes trabalhos de rstauro foram cancelados os gravíssimos danos causados tanto pela Segunda Guerra Mundial (que destruiu a vizinha Ponte alle Grazie), como pela inundação de 1966, durante a qual foi destruido o arquivo da família dos Malenchini, conservado no piso térreo do palácio. O último restauro remonta a 2000-2003.

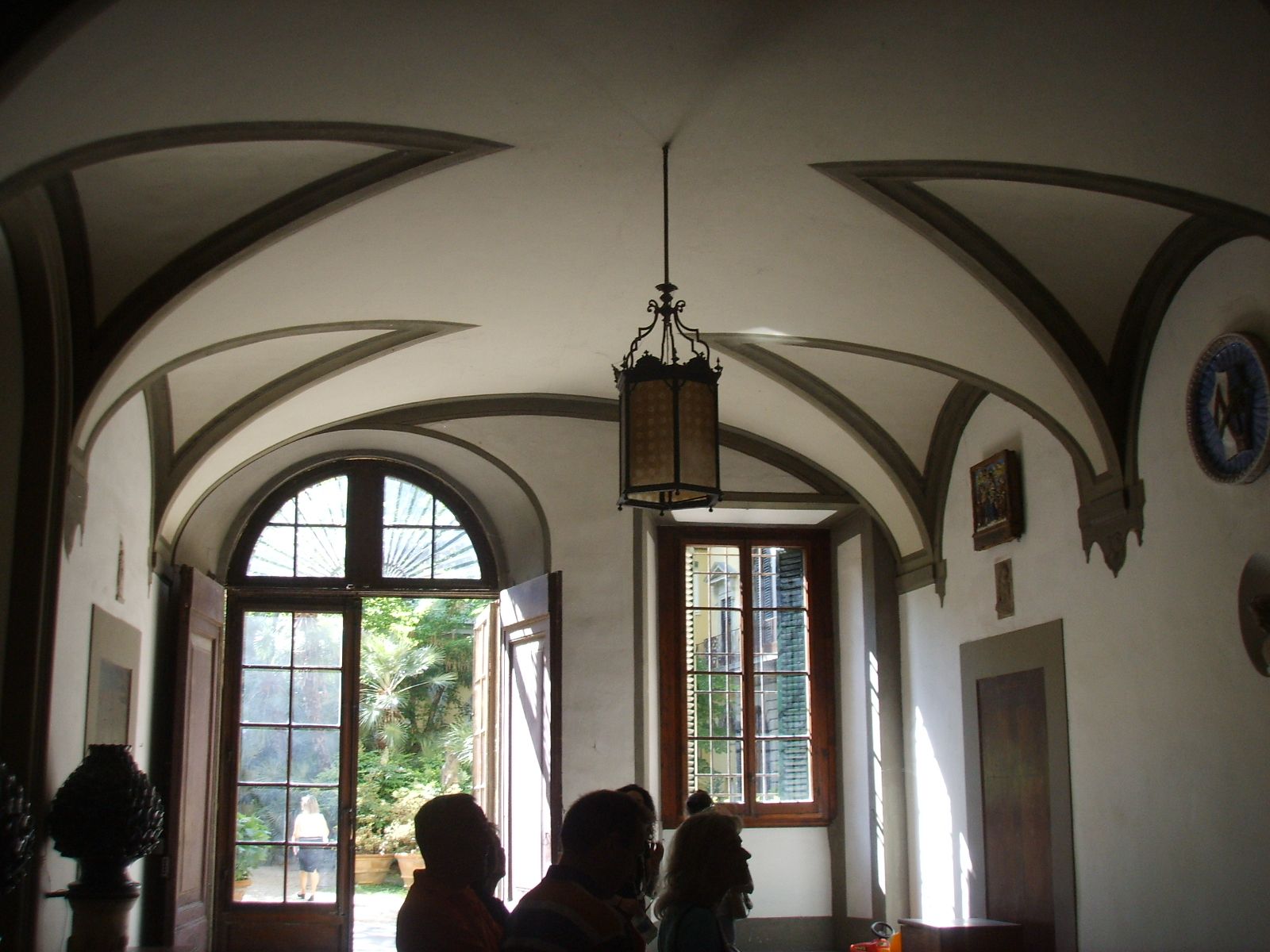
O átrio
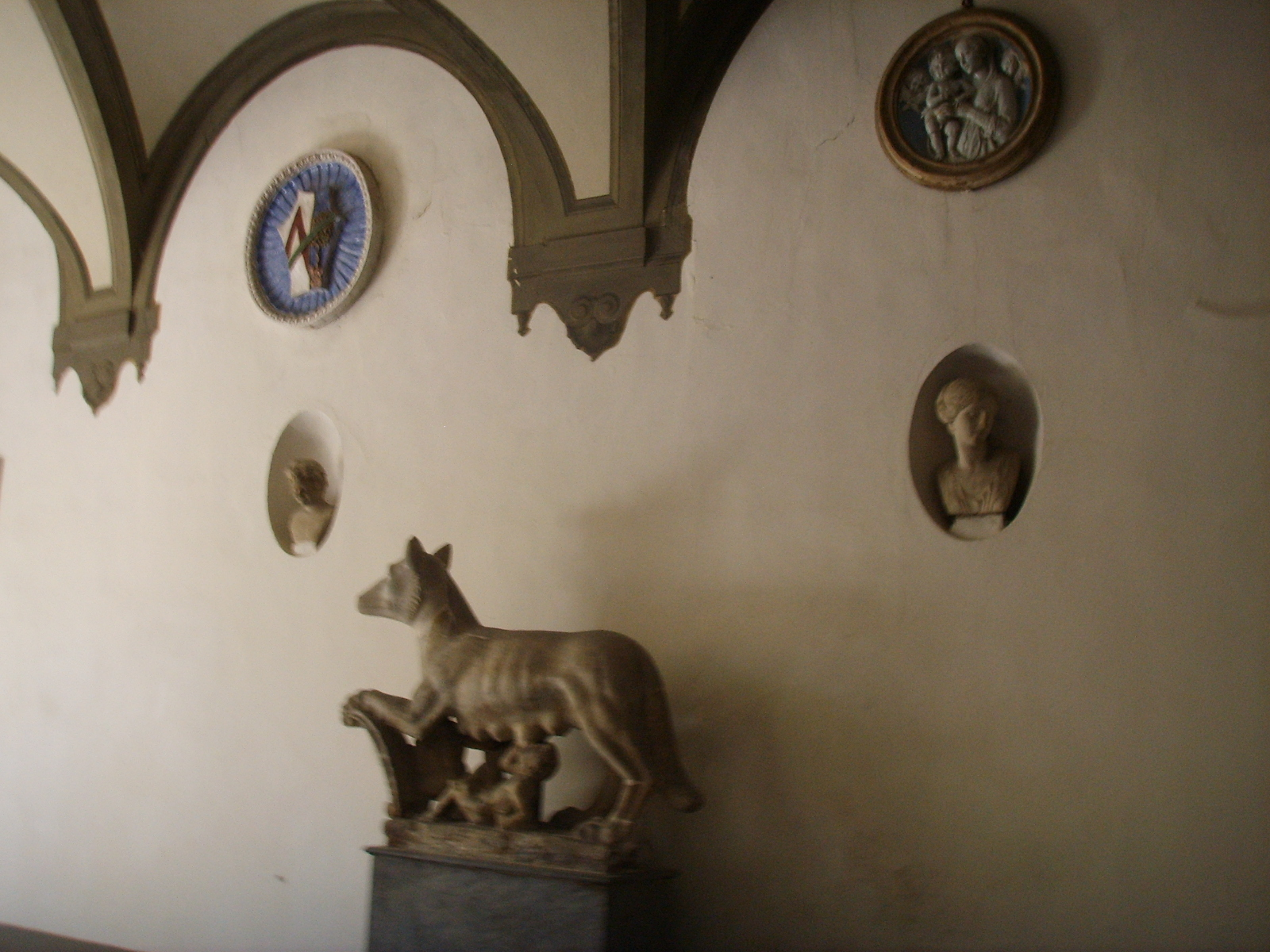
Decoração do átrio
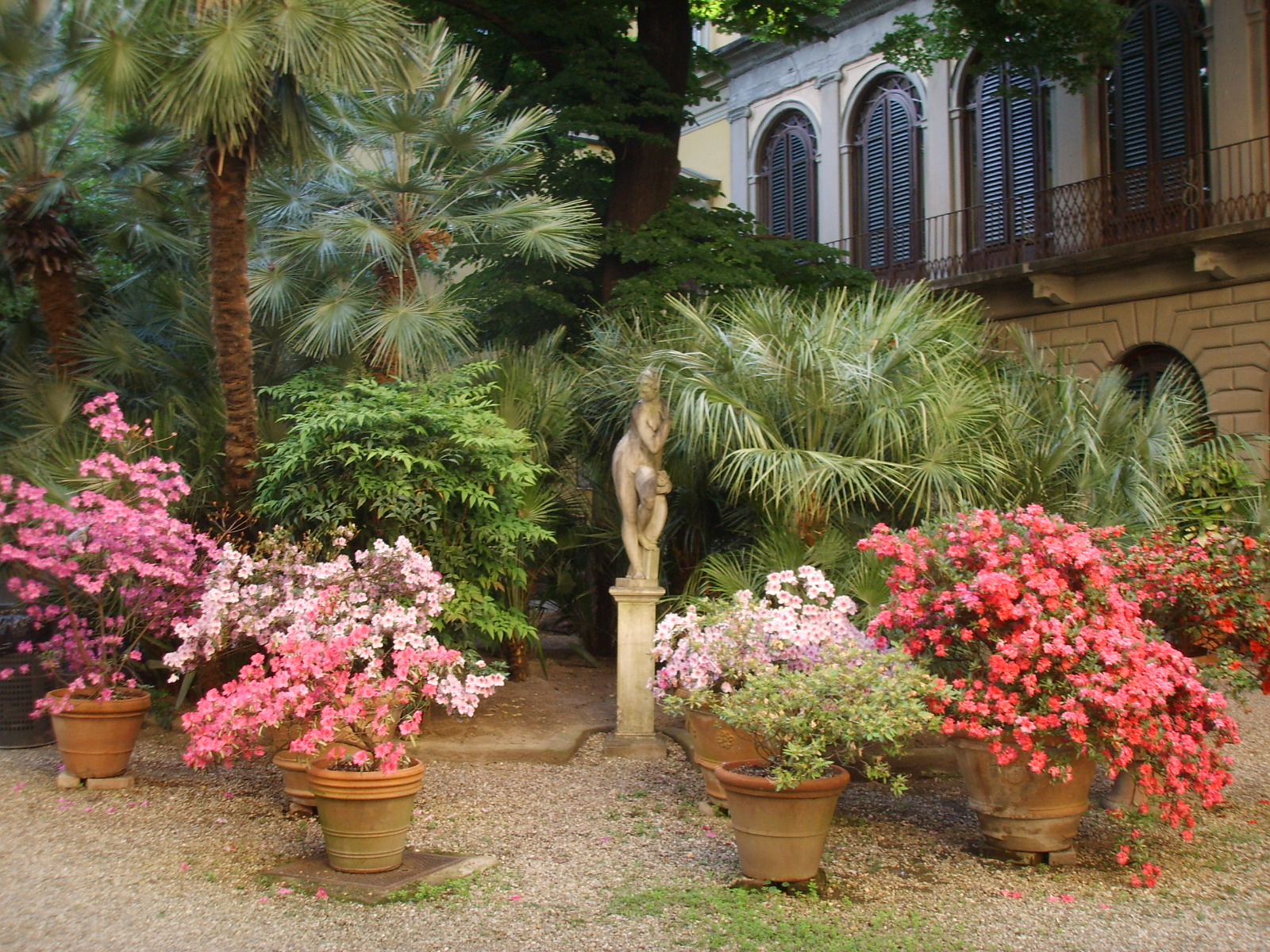
Vista do jardim
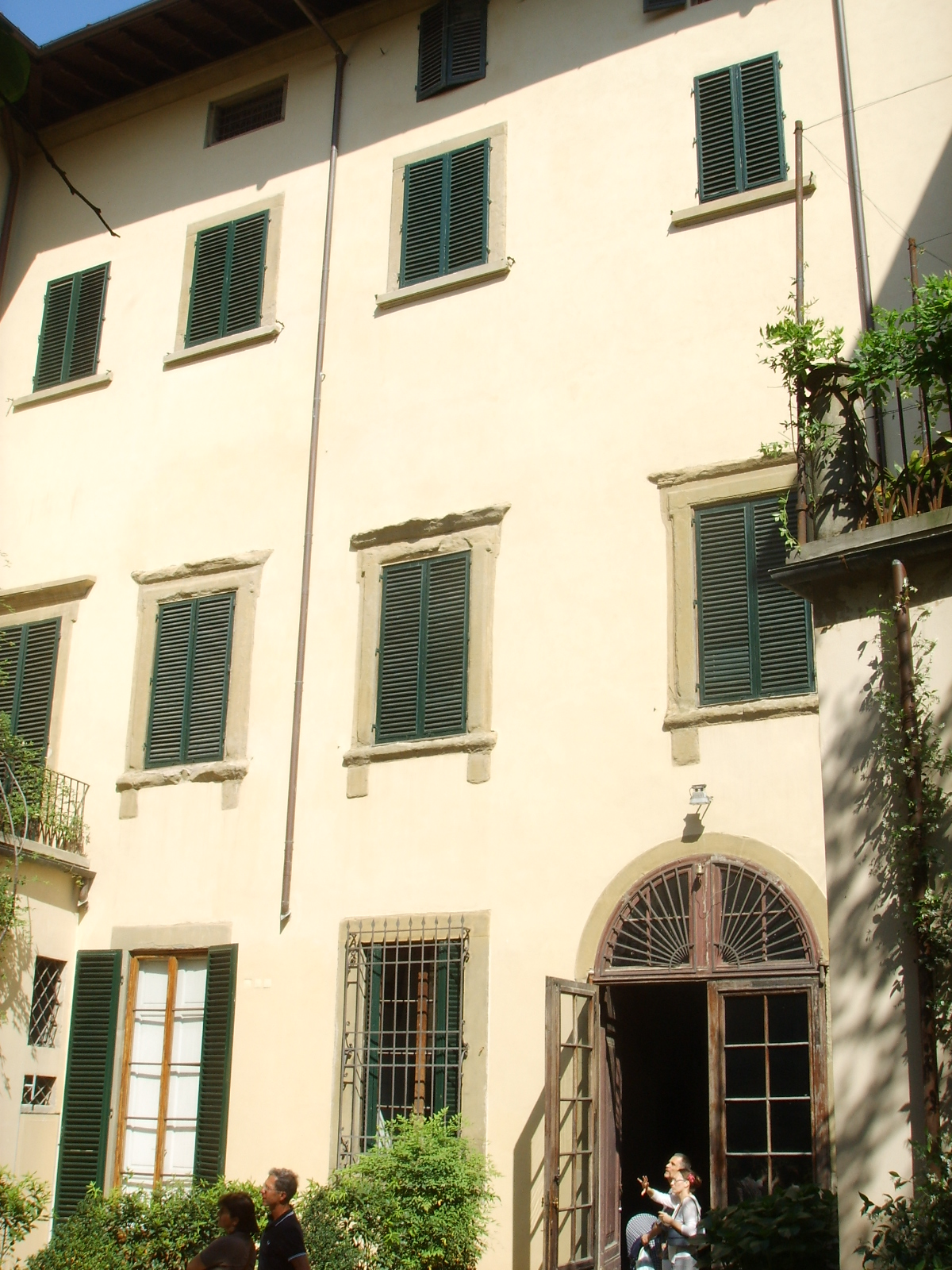
Fachada voltada para o jardim